# Danú
I Danú sono un gruppo musicale il cui repertorio è improntato allo stile folk irlandese. Si è formato nel 1996 ad Waterford, Irlanda meridionale, debuttando all'Orient Celtic Music Festival. Il loro nome è probabilmente ispirato a quello di una nota divinità irlandese, appunto: Danu.
Sebbene i componenti siano tutti legati alle radici musicali del loro paese, la musica che eseguono è improntata su arrangiamenti in chiave moderna in grado di restituire ai brani una rinnovata vitalità.
Il loro album Think Before You Think (il secondo in carriera, prodotto nel 2000) è stato votato dalla rivista di Dublino Irish Music Magazine come Best Overall Traditional Act. Ugualmente, unica band che abbia ottenuto tale riconoscimento, i Danú sono stati votati per due volte come miglior gruppo tradizionale al BBC Folk Awards.
La loro versione della canzone tradizionale Co. Down lanciata originariamente da Tommy Sands ha vinto, all'interno della stessa competizione musicale, il premio come migliore canzone tradizionale.

## Componenti del gruppo
- Muireann Nic Amhlaoibh - Voce, flauto, whistle. Guida del gruppo, canta sia in lingua inglese che in lingua irlandese. Leader del gruppo, è la terza cantante dei Danú dopo gli avvicendamenti di Ciarán O Gealbháin e Cárthach MacCraith.
- Tom Doorley - Flauto. Portavoce del complesso, è particolarmente apprezzato per la sua vis comica e, abile nel raccontare storielle divertenti, durante i concerti intrattiene il pubblico con intermezzi comici fra una canzone e l'altra. È sposato, con figli; vive a Cape Breton.
- Dónal Clancy - Chitarrista, è uno dei membri fondatori del gruppo. Figlio di un conosciuto autore di ballate irlandesi - Liam Clancy - ha debuttato con i Solas e, dopo aver suonato per qualche tempo assieme al padre nel gruppo The Clancy Brothers and Tommy Makem fame, è rientrato in pianta stabile nei Danú.
- Oisin Mc Auley - Già componente degli Stockton's Wing, suona il violino a cinque corde. Incide anche come solista ed ha pubblicato album di brani strumentali. Prima di lui si sono alternati in questo strumento Jesse Smith e Daire Bracken. Vive a Boston, USA.
- Éamonn Doorley - Bouzouki e violino. Fratello di Tom, è anagraficamente il più giovane del gruppo. Lo studio del violino lo ha avvicinato successivamente al bouzouki, strumento che con la sua ènfasi carica di suggestioni melanconiche valorizza il controcanto dei brani in repertorio. Collabora con altri artisti fra cui Julie Fowlis, suonando musiche e canzoni delle culture gaelica e scozzese.
- Donnchadh Gough - Bodhrán e uillean pipes. Suona il bodhran - strumento regalatogli da Liam Clancy e di cui è considerato il migliore musicista d'Irlanda - fin da bambino. Suo cugino Aoife Clancy suona nei Cherish the Ladies. Vive a Dungarven assiemne a moglie e figli e gestisce un pub chiamato semplicemente The Local.
- Benny McCarty - Fisarmonicista, è stato influenzato in gioventù da diversi musicisti, principalmente da Máirtin O'Connor, che è stato suo insegnante. Ha vinto nel 1994 la Oireachtas Competition suonando melodeon e accordion. Per hobby ripara ed accorda strumenti nella sua casa di County Tipperary dove vive con moglie e figli.

## Discografia
- Danú (1997)
- Think Before You Think (2000)
- All Things Considered (2002)
- The Road Less Travelled (2003)
- Up In The Air (2004)
- When All Is Said and Done (2005)
- One Night Stand (DVD) (2005)
- Seanchas (2010)